# Luigi Crocetti
Luigi Crocetti (Giulianova, 20 febbraio 1929 – Firenze, 10 marzo 2007) è stato un bibliotecario italiano e docente di biblioteconomia.

## Attività professionale
Iniziata la carriera presso la Biblioteca statale di Pisa è poi passato alla Biblioteca nazionale centrale di Firenze dove è stato responsabile della classificazione e del laboratorio di restauro ed ha affiancato Emanuele Casamassima nelle attività conseguenti all'alluvione di Firenze del 1966.
Trasferitosi negli organici della Regione Toscana nel 1972 con la funzione di soprintendente ai beni librari, assieme a Casamassima, è stato anima della legge regionale n. 33 del 1976 sulle biblioteche. In Regione Toscana ha lavorato fino al 1985 svolgendo una intensa attività nel campo della tutela libraria, della produzione editoriale di ambito biblioteconomico, nella promozione della biblioteca pubblica e degli interventi formativi. È stato successivamente direttore del Gabinetto Vieusseux.
Iscritto all'AIB dal 1960 e socio d'onore dal 1988, è stato presidente della Sezione Toscana (1963-65;1967-68) e presidente nazionale (1982-87); in questa veste presentò al Congresso AIB di Viareggio 10 tesi che rappresentarono un importante elemento di rinnovamento della professione bibliotecaria in Italia
Ha fondato la Biblioteca dei beni librari, una delle più importanti raccolte italiane di biblioteconomia ed archivistica. Dopo la morte di Crocetti (10 marzo 2007) il 5 novembre 2007 la Regione Toscana l'ha intitolata al suo nome: Biblioteca Luigi Crocetti.
Luigi Crocetti ha svolto un ruolo essenziale nel diffondere l'uso degli standard e di norme comuni: ha curato la prima traduzione italiana integrale della classificazione decimale Dewey e delle Regole di catalogazione angloamericane (Angloamerican Cataloguing Rules) AACR2 e delle ISBD. Importante anche la sua attività nell'ambito della Associazione italiana biblioteche, di cui è stato presidente dal 1982 al 1987.
Biblioteca dell'Ateneo dell'Università Degli Studi di Firenze a lui dedicata.https://www.sba.unifi.it/n480.html#

## Attività editoriale
Crocetti ha creato tre collane editoriali curate dalla Regione Toscana: «Inventari e cataloghi toscani», «Archivi e biblioteche» e «Quaderni di lavoro». È stato tra i fondatori della rivista Biblioteche Oggi e ne ha diretto la collana «Quaderni di Biblioteche oggi». Ha diretto per l'AIB «ET, Enciclopedia tascabile» e per l'editore Le Lettere la serie «Pinakes».

## Scritti
- Luigi Crocetti, 'Il restauro del libro', un problema della conservazione dei beni culturali, Firenze, Gabinetto Vieusseux, 1975.
- Luigi Crocetti, Conservazione e restauro librario, in Italia nostra, vol. 18, n. 38, 1976,  pp. 61–64.
- Luigi Crocetti e Diego Maltese, Per una nuova edizione del Soggettario, in AIB, Bollettino d'informazioni, vol. 5, n. 5, set.-ott. 1965.
- Luigi Crocetti, La Biblioteca nazionale centrale di Firenze dieci anni dopo, in AIB, Bollettino d'informazioni, vol. 17, n. 1, gen.-mar. 1977.
- Luigi Crocetti, Editoriale, in Biblioteche oggi, vol. 1, n. 1, nov.-dic. 1983.
- Luigi Crocetti, Un'esperienza tra Dewey e Soggettario, in Adriano Dugulin, Antonia Ida Fontana e Annamaria Zecchia (a cura di), Il recupero dell'informazione : atti del convegno-esposizione bibliografica Indicizzazione per soggetto e automazione, Trieste, 21-22 ottobre 1985, Milano, Editrice Bibliografica, 1986.
- Luigi Crocetti, Un patrimonio da difendere, in Luigi Rosci (a cura di), I fondi speciali in biblioteca : tutela, uso, valorizzazione, atti del convegno Libri e documenti: salvaguardia, uso e valorizzazione dei fondi speciali nelle biblioteche, Lecco, 25-26 ottobre 1985, Milano, Editrice Bibliografica, 1986, ISBN 88-7075-120-1.
- Luigi Crocetti, Prolusione del presidente dell'Associazione italiana biblioteche, in Antonella Aquilina d'Amore (a cura di), La cooperazione,il Servizio bibliotecario nazionale, Atti del 30º congresso nazionale della Associazione italiana biblioteche, Giardini-Naxos, 21-24 novembre 1982, Messina, Università di Messina, 1986.
- Luigi Crocetti e Rossella Dini, ISBD(M), introduzione ed esercizi, Milano, Editrice Bibliografica, 1987, ISBN 88-7075-158-9.
- diretta da Luigi Crocetti (a cura di), Classificazione decimale Dewey ridotta, Ed. 11, a cura di Benjamin A. Custer, Ed. italiana, Roma, Associazione italiana biblioteche, 1987, ISBN 88-7812-002-2.
- Luigi Crocetti, Dewey italiano, in AIB, Bollettino d'informazioni, vol. 27, n. 2, apr.-giu. 1987,  pp. 221–226.
- Luigi Crocetti, Relazione sulla Biblioteca Moreniana (dattiloscritto), Firenze, 31 gennaio 1989,  p. 53.
- Luigi Crocetti, Descrivere per conservare, in Maurizio Copedé (a cura di), La conservazione del libro contemporaneo : esigenze e problemi, atti del convegno, Firenze, 31 marzo 1990, Firenze, [s.n.], 1991,  pp. 11–15.
- Luigi Crocetti, Il nuovo in biblioteca e altri scritti, Roma, Associazione italiana biblioteche, 1994, ISBN 88-7812-027-8.
- Luigi Crocetti, Classificazione decimale Dewey, Roma, Associazione italiana biblioteche, 1994, ISBN 88-7812-026-X.
- Luigi Crocetti, Il catalogo storico di un editore moderno, in La fabbrica del libro, n. 2/95,  pp. 26–29.
- Luigi Crocetti, AACR2 in edizione italiana, un'introduzione alle regole di catalogazione angloamericane, in Biblioteche oggi, vol. 15, n. 8, ott. 1997,  pp. 12–19.
- Luigi Crocetti, I cittadini e le biblioteche, in Romano Vecchiet (a cura di), La biblioteca, il cittadino, la città. atti del XLII Congresso nazionale dell'Associazione italiana biblioteche, Trieste, 27-28-29 novembre 1996, Roma, Associazione italiana biblioteche, 1998,  pp. 35–42, ISBN 88-7812-044-8.
- Luigi Crocetti, Bibliothecarius technologicus, rivoluzione quantitativa o nascita di una nuova specie?, in Biblioteche oggi, vol. 16, n. 4, mag.1998,  pp. 6–10.
- Luigi Crocetti, Una biblioteca vecchia e nuova, in Nicola Labanca (a cura di), Catalogo della Biblioteca dell'Università popolare di Firenze, Firenze, Olschki, 1998. URL consultato il 22 marzo 2018 (archiviato dall'url originale il 20 luglio 2006).
- Luigi Crocetti e Albarosa Fagiolini, Classificazione decimale Dewey, Roma, Associazione italiana biblioteche, 2001, ISBN 88-7812-064-2.
- Luigi Crocetti, Le biblioteche di Luigi Crocetti. Saggi, recensioni, paperoles, a cura di Laura Desideri e Alberto Petrucciani, Roma, Associazione italiana biblioteche, 2014, ISBN 978-88-7812-231-4.